# Nagymányok
Nagymányok là một thành phố thuộc hạt Tolna, Hungary. Thành phố này có diện tích 10,68 km², dân số năm 2010 là 2297 người, mật độ 215 người/km².